# Rješavanje jednadžbi

Rješavanje jednadžbi je pronalaženje njihovih rješenja, a to su vrijednosti (brojevi, funkcije, skupovi itd.) koje zadovoljavaju uvjete navedene u jednadžbi, koja se općenito sastoji od dva izraza povezana znakom jednakosti. 
Kada se traži rješenje, jedna ili više slobodnih varijabli označene su kao nepoznanice. Rješenje je dodijeliti izraze nepoznatim varijablama, uz zadržavanje točnosti jednadžbi. Drugim riječima, rješenje je izraz ili zbirka izraza (jedan za svaku nepoznanicu) tako da kada se nepoznanica zamijeni, jednadžba postaje identitet. Rješenje jednadžbe često se naziva korijenom jednadžbe, posebno, ali ne samo, za algebarske ili numeričke jednadžbe.
Problem rješavanja jednadžbe može biti numerički ili simbolički. Brojčano rješavanje jednadžbe znači, da se kao rješenja prihvaćaju samo brojevi koji su eksplicitno predstavljeni kao brojevi (a ne kao izrazi koji sadrže varijable). Simbolično rješavanje jednadžbe znači, da se kao rješenja prihvaćaju izrazi koji mogu sadržavati poznate varijable ili eventualno varijable koje nisu u izvornoj jednadžbi.
Na primjer, jednadžba  x + y = 2x – 1 riješena je za nepoznati  x  rješenjem  x = y + 1, jer zamjena y + 1 za  x  u jednadžbi rezultira (y + 1) + y = 2(y + 1) – 1. Također je moguće uzeti varijablu  y  kao nepoznanicu, u kojem slučaju se jednadžba rješava s y = x – 1. Ili se x i y mogu tretirati kao nepoznanice, u kojem slučaju postoji mnogo rješenja jednadžbe.  (x, y) = (a + 1, a) je simboličko rješenje. Instanciranje simboličkog rješenja određenim brojevima uvijek daje numeričko rješenje; na primjer,  a = 0 daje (x, y) = (1, 0) (tj. x = 1 i y = 0), a a = 1 daje (x, y) = (2, 1). Razlika između poznatih i nepoznatih varijabli data je u definiciji problema, a ne u jednadžbi. Međutim, u nekim područjima matematike, konvencija je rezervirati neke varijable kao poznate, a druge kao nepoznate. Kod zapisivanja polinoma, koeficijenti se obično smatraju poznatima, a varijable nepoznate, iako ovisno o problemu, sve varijable mogu preuzeti bilo koju od uloga.
Ovisno o problemu, zadatak može biti pronaći bilo koje rješenje (dovoljno je pronaći jedno rješenje) ili sva rješenja. Skup svih rješenja naziva se skup rješenja. U gornjem primjeru, rješenje (x, y) = (a + 1, a) također je parametrizacija skupa rješenja s parametrom a.